# Semiothisa tecnium
Semiothisa tecnium là một loài bướm đêm trong họ Geometridae.